# Либо, Поль
Поль Либо (фр. Paul Libaud, 1905—1994) — волейбольный функционер, президент ФИВБ (1947—1984). 
В молодости Поль Либо увлекался многими видами спорта. Он становился чемпионом Франции по волейболу, трёхкратным чемпионом Франции по настольному теннису, вице-чемпионом Европы по парусному спорту. По профессии — архитектор.
После второй мировой войны Поль Либо был избран президентом Французской федерации волейбола. По его инициативе в августе 1946 года в Праге состоялось совещание представителей национальных федерации Чехословакии, Франции и Польши с целью обсуждения вопросов, связанных с будущим волейбола. Было принято решение об образовании рабочей комиссии по созданию Международной федерации волейбола. Одним из её руководителей в качестве вице-президента стал Поль Либо. Позже к работе комиссии подключились представители Италии, Югославии, Румынии и Болгарии.
18—20 апреля 1947 года в Париже прошёл I Конгресс ФИВБ с участием представителей 14 стран. Первым президентом новой международной спортивной федерации был избран Поль Либо. Впоследствии он неоднократно переизбирался на этот пост до 1984 года.
За время руководства ФИВБ Полем Либо организация выросла с 14 до 156 членов, став одной из крупнейших международных федераций. По предложению Либо в 1949 году проведён первый чемпионат мира среди мужчин, а в 1952 — и среди женщин. Благодаря активной деятельности президента ФИВБ в 1964 году волейбол был включён в олимпийскую программу.
В 1984 году после 37 лет на посту президента ФИВБ Поль Либо ушёл в отставку. На Конгрессе в Лос-Анджелесе (США) его сменил Рубен Акоста Эрнандес. Поль Либо избран Почётным президентом ФИВБ.
Либо скончался 2 апреля 1994 года в возрасте 89 лет.
Является кавалером ордена Почётного легиона, награждён Олимпийским орденом МОК. В 2009 году Поль Либо включён в «Зал волейбольной славы» в городе Холиоке (США).    